# Thijs De Cloedt
Thijs De Cloedt, né le 8 mars 1979 à Gand (province de Flandre-Orientale), est un réalisateur, scénariste, producteur de cinéma, musicien, designer et auteur de bande dessinée belge néerlandophone. Il est également connu sous le nom de scène Tace DC, il est membre de Cobra the Impaler, Predatory Void et ex-Aborted...

## Biographie

### Jeunesse et formation
Thijs De Cloedt naît le 8 mars 1979 à Gand. Il est le fils du dessinateur de presse Marec,.
Il étudie l'animation à l'Académie royale des beaux-arts de Gand (KASK). Parmi ses condisciples se trouvent Jonas Geirnaert et Jelle De Beule, qui deviendront célèbres comme membres du quatuor de cabaret Neveneffecten. De Cloedt a parmi ses influences graphiques : Willy Vandersteen, Trey Parker et Matt Stone de South Park ainsi que Robert Crumb.

### Musicien et guitariste
Il aime le rock, le blues et surtout le métal. Il a joué de la guitare dans le groupe punk Janez Detd et dans des groupes de metal comme Captain Cobra, Hæster, Horses On Fire et Sihrim. Entre 2000 et 2005, De Cloedt est guitariste et auteur-compositeur principal du groupe de brutal death metal Aborted.
En décembre 2021, Tase DC comme leader de Cobra the Impaler dévoile le clip de la nouvelle chanson : Blood Eye. En 2022 sort le premier album du quinquet intitulé : Colossal Gods chez Listenable Records qui est favorablement reçu par François Alaouret, chroniqueur du webzine Rock'n Force. Le second album Karma Collision sort deux ans plus tard,. Le journaliste musical Ruud Meert du magazine Humo attribue une note de 4,5 sur 5 à l'album.

### Volstok
Il fonde avec Wouter Sel fonde la société de production flamande Volstok, basée à Gand en 2008. L'entreprise est spécialisée dans l'animation, l'animation graphique et les illustrations. Ils réalisent des publicités animées pour des entreprises comme Coca-Cola, House of Holland, MTV, Rice Dream, Securitas et TMF. Volstok créé également des capsules animées pour des émissions de télévision produites par la société de production télévisée flamande Woestijnvis (nl), notamment le reportage satirique Het Gesproken Dagblad dans le programme Man Bijt Hond (De Monsters). Pour cette même émission télévisée, la société a également animé la bande dessinée Kabouter Wesley de Jonas Geirnaert. Volstok réalise aussi des dessins animés du cartoons du père de Marec. En outre, l'équipe de Volstok réalise ses propres courts métrages d'animation. De Cloedt et Joren Peters ont co-réalisé Diederik (2014), un dessin animé mettant en vedette une saucisse anthropomorphe.

#### Ghost Eye
En compagnie de Wouter Sel, il écrit le scénario et réalise le court métrage d'animation Ghost Eye en 2020 dans lequel le chanteur Chris Goss du groupe Masters of Reality, prête sa voix au personnage principal. Le film retrace de manière fragmentaire, les souvenirs d'un outsider chauffeur de taxi nommé Johnny Supro se perdant entre les ruelles noires et les bas-fonds urbains. Selon Bertrand Gevart, critique de Cinergie : « Wouter Sel et Thijs de Cloedt présentent un film noir, à la limite du polar dans le milieu underground. ». Pour Rob Munday de Short of the Week : « Ghost Eye est un film à la recherche de la poésie dans la douleur et de la beauté dans la décadence. ». Le film est sélectionné pour le Festival Anima en 2020. Lors de cette compétition, le film est le coup de cœur pour son ambiance sombre et son histoire déjantée du journaliste Alexis Seny. En novembre 2020, le film est nommé au festival international de court métrage de Louvain (nl).

### En bande dessinée
En 2021, De Cloedt retrouve Jelle De Beule et collabore à un hommage hors série sous la forme d'one shot basé sur la série de bande dessinée jeunesse à succès de Jef Nys : Gil et Jo,,. De Beule écrit le scénario, tandis que De Cloedt fait ses débuts comme dessinateur de bande dessinée en dessinant l'histoire dans son propre style graphique. De Beule avait précédemment parodié Jommeke dans une chasse au trésor  dans la série télévisée Neveneffecten (nl) en 2005. L'opus Jommeke in de knel én de penarie part de la même base. Jommeke reçoit la visite de Jan Geldmans, inspecteur du SPF Finances qui a entendu dire que dans ses albums précédents, il partait souvent à la chasse au trésor. Lorsque le garçon confirme cela, l'inspecteur exige qu'il rembourse tous les millions qu'il doit à l'État belge. Jommeke ayant déjà donné toutes ses richesses aux nécessiteux se retrouve en grande difficulté.
Le récit est est un mélange de parodie et d'hommage. Cela ressort déjà clairement du titre volontairement redondant : Jommeke in de knel én de penarie [ « Jommeke en difficulté et situation désespérée »]. Le titre fait référence à l'album Jommeke In De Knel de 1968. Dans leur hommage, les auteurs se moquent de la naïveté de la série originale, parfois en reprenant directement des scènes déjà parues. De Beule se targue également de calculer la richesse de Jommeke amassée au long de ses 300 albums et consulte à cet effet l'économiste Geert Noels. Après avoir collecté tous les albums de la série dans lesquels les personnages partent à la chasse au trésor, ils étudient les cases et les phylactères pour plus d'informations. Sur la base de celles-ci, ils font une estimation de la valeur de tout ces biens et découvrent que Jommeke a gagné plus ou moins 562 milliards d’euros. L'album est publié uniquement en néerlandais aux éditions Standaard Uitgeverij le 7 avril 2021. Selon Moors Magazine : « [...] une parodie irrésistible du héros de bande dessinée en général. Hilarant et magistral. »

### Vie privée
Il vit et travaille à Gand. Il épouse Stefanie Vanlandschoot le 5 septembre 2009 à Gand. Selon son compte Facebook, il est divorcé.

## Œuvre

### Discographie
discographie très partielle
- 2001 : Aborted – Engineering The Dead[23], Listenable Records, sous le nom Thijsy Lain
- 2018 : Hæster – All Anchors No Sails Dunk!Records – DNK1866, A Thousand Arms – A1KA-020

### Filmographie
Sauf indication contraire, les informations mentionnées dans cette section peuvent être confirmées par la base de données cinématographiques IMDb,  présente dans la section « Liens externes ».

#### Réalisateur et scénariste
- 2020 : Ghost Eye avec Wouter Sel, court métrage, 19 min 16 s.

### Albums de bande dessinée en néerlandais
- Jommeke in de knel én de penarie, Standaard Uitgeverij, Anvers, 7 avril 2021
Scénario : Jelle De Beule - Dessin : Thijs De Cloedt - Couleurs : quadrichromie -  (ISBN 978-94-621-0770-0)

## Prix et récompenses
- 2020 :  Nommé Golden Dragon[24] au Festival du film de Cracovie pour Ghost Eye partagé avec Wouter Sel.

### Articles
- (nl) Thijs De Cloedt et Wouter Sel (interviewés par Magali De Reu), « Interviews : Het groeiverhaal van animatiestudio Volstok », Flanders DC,‎ 5 juillet 2017 (lire en ligne, consulté le 24 novembre 2024).
- Thijs De Cloedt (interviewé par Seigneur Fred), « Interviews : Cobra the Impaler : Un nouveau mastodonte au pays des frites ! », Metal Obs' Magazine,‎ 2022 (lire en ligne, consulté le 24 novembre 2024).
- (nl) Thijs De Cloedt (interviewé par Lennert Hoedaert), « Thijs De Cloedt: “Als iets niet meer klopt, sla ik liever een andere weg in” », VI.BE,‎ 6 décembre 2023 (lire en ligne, consulté le 24 novembre 2024).
- Thijs De Cloedt (interviewé par Seigneur Fred), « Interviews : Cobra the Impaler : Le serpent siffle toujours deux fois… », Metal Obs' Magazine,‎ 2024 (lire en ligne, consulté le 24 novembre 2024).